# Penselfyr
Penselfyr (Pinus parviflora), også skrevet Pensel-Fyr, er et middelstort, stedsegrønt nåletræ med en bred, pyramideformet vækst. Gamle træer kan blive mere uregelmæssige med en fladt udbredt krone. grenene er vandrette eller nedadbøjede med de korte sideskud i tykke bundter på oversiden.

## Beskrivelse
Barken er først grå og glat, så grå med knudeagtige vorter, og til sidst svagt opsprækkende. Knopperne er rustbrune og cylindriske, uden harpikslag, men stribede af nåleagtige skæl. Nålene er samlet i bundter med fem i hvert. De er snoede og ret korte. Ydersiden er blågrøn, mens indersiden er blåhvid.
Hunblomsterne sidder i skudspidserne. De er oprette og lyserøde, senere mere violette og af og til grønne. Første-års koglerne er cylindriske til ægformede med udbulende, grønne skæl. Andetårs koglerne er tøndeformede og først lysebrune, så mere mørkebrune med violet skær. På unge træer stritter de ud til alle sider. På gamle træer er de oprette. Frøene modner ikke ordentligt i Danmark.
Rodnettet består af kraftige, tæt forgrenede rødder, der ligger lige under jordoverfladen. De gængse planter leveres podet på grundstammer af skovfyr. De har derfor dette træs rodnet (se dette).
Højde x bredde og årlig tilvækst: 8 x 6 m (15 x 10 cm/år), vildformen dog væsentligt højere: op til 20 x 16 m!.

## Hjemsted
Penselfyr gror på de japanske hovedøer Honshu, Shikoku og Kyushu. Desuden findes varieteten P. p. var. Pentaphylla på det nordlige Honshu og på Hokkaido. Overalt vokser den under køligt-tempererede klimaforhold, hvor der er rigelig nedbør (1.000-3.000 mm/år), og hvor jorden er en tør, sur podzol.
På Koma-bjerget (Hokkaido) findes den sammen med bl.a. perlekurv, Alnus hirsuta, ellebladet birk, Gaultheria miqueliana, havehortensia, hjertebladet avnbøg, japansk fyr, japansk lærk, japansk røn, kamtjatkabirk, kinesisk elefantgræs, kæmpepileurt, Leucothoë grayana, mosepost, Quercus mongolica, Rhododendron brachycarpum, sakhalinpil, skærmvintergrøn, stikkelsbærkiwi, stikkende sølvblad, viftebladetløn, vinbrombær, vårpoppel og østsibirisk el.
| Portal | Portal:Botanik |

## Note
1. ↑  hosho.ees.hokudai.ac.jp: Shiro Tsuyuzaki: Flora on Mount Koma (engelsk)